# Wakerall
Wakerall (Gallirallus wakensis) är en utdöd fågel i familjen rallar inom ordningen tran- och rallfåglar som enbart förekom på den lilla ön Wake i Stilla havet.

## Utseende
Fågeln var en liten, flygoförmögen rall med en längd på 22 centimeter och en vingbredd på bara mellan 8,5 och 10 centimeter. Den var nära släkt med rostbandad rall (G. philippensis) som kan flyga. Ovansidan var gråbrun, liksom hätta, tygel och kinder. Undersidan var askbrun med mycket tydliga vita band på buken, bröstet och flankerna. Övre delen av strupen och hakan var vit. Från hakan ovanför ögat och till näbben gick ett grått ögonbrynsstreck. Näbb, ben och fötter var bruna.

## Utbredning och utdöende
Fågeln förekom tidigare på ön Wake mellan Hawaii och Nordmarianerna i Stilla havet. Arten är försvunnen och rapporterades senast 1944. IUCN kategoriserar den som utdöd. Det anses vara omständigheter under kriget som ledde till att arten dog ut, amerikanska ubåtar upprätthöll en blockad mot den japanskockuperade ön, vilket ledde till matbrist och därmed omfattande jakt av wakerall då detta var en av få arter på ön. Bombningar av ön kan ha bidragit till artens utdöd. Då wakerallen inte kunde flyga hade den svårt att undvika att falla offer för krigets omständigheter.

## Ekologi
Arten återfanns i buskmarker genom hela ön där den livnärde sig genom att gräva i löv och jord efter frön, insekter, småödlor och eremitkräftor. Häckningen skedde mellan juli och augusti. Den hade ett mycket ovanligt kollektivt häckningssystem där ungarna togs hand om och skyddades av en grupp adulta fåglar till långt efter häckning, förmodligen en anpassning till potentiell bopredation av råttor och krabbor.